# Enkelfotingar
Enkelfotingar (Chilopoda) är en klass i stammen leddjur. Klassen omfattar idag cirka 3 300 arter och bland dessa återfinns 38 stycken (fördelade på fyra ordningar) i Norden. Enkelfotingar har ett par ben per segment.

## Kännetecken
Enkelfotingarna är långsmala tillplattade djur med ett stort antal ben. Antalet ben hos vuxna djur varierar mellan 15 och 181 benpar, i Norden högst 83 benpar. Varje kroppssegment har ett benpar, till skillnad från dubbelfotingarna som har två par ben per segment. Karakteristiskt är att det främsta benparet är omvandlat till käkfötter med giftklor.

## Levnadssätt
Enkelfotingarna trivs bäst i fuktiga och relativt mörka miljöer och påträffas till exempel under stenar, under bark, i förna eller i jorden. De är rovdjur som mestadels jagar på natten. De använder sina giftklor för att döda sitt byte, framförallt andra ryggradslösa djur. De stora tropiska arterna kan dock ta så stora djur som grodor, ödlor och möss. Parningen är vanligtvis indirekt, hanen avger spermiepaket som honan sedan plockar upp. Några undantag finns dock. Även jungfrufödsel (se partenogenes) förekommer varvid avkomman enbart blir honor. Enkelfotingarna, framför allt skolopendrarna, kan ge kännbara bett på människor. Giftet innehåller bland annat serotonin. Några säkra dödsfall finns dock inte, och inga nordiska arter kan anses vara farliga.

## Systematik
Enkelfotingarna delas in i fem ordningar. Spindelfotingarna anses vara den mest ursprungliga gruppen.

### Craterostigmomorpha
Endast några få kända arter på Tasmanien och Nya Zeeland. 

### Jordkrypare(Geophilomorpha)
Cirka 1100 kända arter. 
I Norden finns följande 18 arter. 
- Storjordkrypare (Geophilidae)
  - klippjordkrypare (Geophilus carpophagus)
  - Linnés jordkrypare (Geophilus electricus)
  - Långhornskrypare (Geophilus flavus)
  - kvickjordkrypare (Geophilus insculptus)
  - trådjordkrypare (Geophilus linearis)
  - skogsjordkrypare (Geophilus proximus)
  - barkjordkrypare (Geophilus truncorum)
  - medelhavsjordkrypare (Tuoba poseidonis)
  - blodjordkrypare ('Pachymerium ferrugineum)

- spoljordkrypare (Linotaeniidae)
  - spetsjordkrypare (Strigamia acuminata)
  - tjockbent jordkrypare (Strigamia crassipes)
  - havsstrandskrypare (Strigamia maritima)

- trädgårdsjordkrypare (Himantariidae)
  - trädgårdsjordkrypare (Stigmatogaster subterraneus)

- storhuvudjordkrypare (Mecistocephalidae)
  - långhuvad jordkrypare (Mecistocephalus maxillaris)

- kamjordkrypare (Oryidae)
  - kamjordkrypare (Orphnaeus brevilabiatus)

- småjordkrypare (Schendylidae)
  - sydjordkrypare (Hydroschendyla submarina)
  - lundjordkrypare (Schendyla nemorensis)
  - tandjordkrypare (Schendyla dentata)

### Skolopendrar(Scolopendromorpha)
Cirka 600 kända arter varav endast två arter i Norden.
- Småskolopendrar (Cryptopsidae)
  - Parkskolopender (Cryptops hortensis)
  - Växthusskolopender (Cryptops parisi)

### Stenkrypare(Lithobiomorpha)
Cirka 1700 kända arter varav 17 arter i Norden.
- Stenkrypare (Lithobiidae)
  - Brun stenkrypare (Lithobius forficatus)
  - Lövstenkrypare (Lithobius melanops)
  - Slank stenkrypare (Lithobius macilentus)
  - Tajgastenkrypare (Lithobius tenebrosus)
  - Sydlig stenkrypare (Lithobius tricuspis)
  - Taggstenkrypare (Lithobius agilis)
  - Strandstenkrypare (Lithobius erythrocephalus)
  - Skogsstenkrypare (Lithobius borealis)
  - Dvärgstenkrypare (Lithobius lapidicola)
  - Östlig stenkrypare (Lithobius pelidnus)
  - Ölandsstenkrypare (Lithobius lucifugus)
  - Mossestenkrypare (Lithobius calcaratus)
  - Pysslingstenkrypare (Lithobius microps)
  - Nordlig stenkrypare (Lithobius curtipes)
  - Tjockbent stenkrypare (Lithobius crassipes)
- Fåögonkrypare (Henicopidae)
  - Monokelstenkrypare (Lamyctes emarginatus)
  - Blindstenkrypare (Lamyctinus coeculus)

### Spindelfotingar(Scutigeromorpha)
Cirka 100 kända arter varav endast en i Norden.
- Spindelfotingar (Scutigeridae)
  - Husspindelfoting (Scutigera coleoptrata	)